# 울릉 성인봉 원시림
울릉 성인봉 원시림(鬱陵 聖人峰 原始林)은 대한민국 경상북도 울릉군 성인봉 정상 근처에 있는, 자연 그대로의 숲이다. 대한민국의 천연기념물 제189호로 지정되어 있다.
성인봉 원시림에는 너도밤나무 숲이 있고 섬조릿대가 나며, 솔송나무, 섬단풍나무 등 울릉도에서만 자라는 나무들로 숲이 이루어져 있다. 그 밖에 섬노루귀, 섬말나리, 섬바디 등 울릉도에서만 자생하는 희귀한 풀들도 살고 있다.